# Uí Néill
Os Uí Néill (em português:  descendentes de Niall) são dinastias irlandesas e escocesas que reivindicam a descendência de Niall Noígíallach (Niall dos Nove Reféns), um histórico Rei de Tara que morreu por volta de 405.

## Origens místicas
Segundo a lenda, o epônimo desta dinastia foi o rei lendário de Connacht Niall Noígíallach (Niall dos Nove Reféns), que detinha o título de Grande Rei da Irlanda, entre os anos 368 e 395, segundo a obra Foras Feasa ar Éirinn de Geoffrey Keating, ou entre 376-405, de acordo com os Anais dos Quatro Mestres. Filho de Ard-Ri Eochaid Mugmedón e de sua segunda esposa Caireen Chasdub, Niall tornou-se rei da Irlanda, enquanto que seus irmãos Brión e Fiachrae disputariam Connacht e dariam origem às dinastias dos Uí Briun e Uí Fiachrae.
De acordo com Keating, Niall teve duas esposas: Inne, filha de Lugaid, da qual nasceu Fiachu, ancestral dos Cenél Fiachach, e Rignach que lhe deu sete filhos: Conall Gulban, ancestral da dinastia Cenél Conaill; Éndae, ancestral dos Cenél nÉndai; Eógan, ancestral da dinastia Cenél nEógain; Coirpre, ancestral da dinastia Cenél Coirpri; Lóegaire, ancestral da dinastia Cenél Lóegaire; Conall Cremthainne, ancestral dos Clann Cholmáin e Síl nÁedo Sláine; e Maine, que resultou nas várias dinastias Uí Néill divididas entre os Uí Néill do Norte e os Uí Néill do Sul.
|                 |                 |                 |                 |                 |                 |  |  |             |             |             |             |             |             |  |  |                 |                 |                 |                 |                 |                 |  |  |                |                |                |                |                |                |  |  | Niall Noígíallach fl. vers 450    |                                   |                                   |                                   |                                   |                                   |  |  |               |               |               |               |               |               |  |  |                   |                   |                   |                   |                   |                   |  |  |                             |                             |                             |                             |                             |                             |  |  |  |  |  |  |  |  |  |  |  |  |  |  |  |  |  |  |  |  |  |  |  |  |  |  |  |  |  |  |  |  |  |  |  |  |  |  |  |  |  |  |  |  |  |  |  |  |  |  |  |  |
|                 |                 |                 |                 |                 |                 |  |  |             |             |             |             |             |             |  |  |                 |                 |                 |                 |                 |                 |  |  |                |                |                |                |                |                |  |  |                                   |                                   |                                   |                                   |                                   |                                   |  |  |               |               |               |               |               |               |  |  |                   |                   |                   |                   |                   |                   |  |  |                             |                             |                             |                             |                             |                             |  |  |  |  |  |  |  |  |  |  |  |  |  |  |  |  |  |  |  |  |  |  |  |  |  |  |  |  |  |  |  |  |  |  |  |  |  |  |  |  |  |  |  |  |  |  |  |  |  |  |  |  |
|                 |                 |                 |                 |                 |                 |  |  |             |             |             |             |             |             |  |  |                 |                 |                 |                 |                 |                 |  |  |                |                |                |                |                |                |  |  |                                   |                                   |                                   |                                   |                                   |                                   |  |  |               |               |               |               |               |               |  |  |                   |                   |                   |                   |                   |                   |  |  |                             |                             |                             |                             |                             |                             |  |  |  |  |  |  |  |  |  |  |  |  |  |  |  |  |  |  |  |  |  |  |  |  |  |  |  |  |  |  |  |  |  |  |  |  |  |  |  |  |  |  |  |  |  |  |  |  |  |  |  |  |
| Coirpre fl. 500 | Coirpre fl. 500 | Coirpre fl. 500 | Coirpre fl. 500 | Coirpre fl. 500 | Coirpre fl. 500 |  |  | Maine †440  | Maine †440  | Maine †440  | Maine †440  | Maine †440  | Maine †440  |  |  | Fiachu fl. 510  | Fiachu fl. 510  | Fiachu fl. 510  | Fiachu fl. 510  | Fiachu fl. 510  | Fiachu fl. 510  |  |  | Lóegaire †462  | Lóegaire †462  | Lóegaire †462  | Lóegaire †462  | Lóegaire †462  | Lóegaire †462  |  |  | Conall Cremthainne †480           | Conall Cremthainne †480           | Conall Cremthainne †480           | Conall Cremthainne †480           | Conall Cremthainne †480           | Conall Cremthainne †480           |  |  | Eógan †465    | Eógan †465    | Eógan †465    | Eógan †465    | Eógan †465    | Eógan †465    |  |  | Conall Gulban     | Conall Gulban     | Conall Gulban     | Conall Gulban     | Conall Gulban     | Conall Gulban     |  |  | Éndae & Éndae Bóguine       | Éndae & Éndae Bóguine       | Éndae & Éndae Bóguine       | Éndae & Éndae Bóguine       | Éndae & Éndae Bóguine       | Éndae & Éndae Bóguine       |  |  |  |  |  |  |  |  |  |  |  |  |  |  |  |  |  |  |  |  |  |  |  |  |  |  |  |  |  |  |  |  |  |  |  |  |  |  |  |  |  |  |  |  |  |  |  |  |  |  |  |  |
| Coirpre fl. 500 | Coirpre fl. 500 | Coirpre fl. 500 | Coirpre fl. 500 | Coirpre fl. 500 | Coirpre fl. 500 |  |  | Maine †440  | Maine †440  | Maine †440  | Maine †440  | Maine †440  | Maine †440  |  |  | Fiachu fl. 510  | Fiachu fl. 510  | Fiachu fl. 510  | Fiachu fl. 510  | Fiachu fl. 510  | Fiachu fl. 510  |  |  | Lóegaire †462  | Lóegaire †462  | Lóegaire †462  | Lóegaire †462  | Lóegaire †462  | Lóegaire †462  |  |  | Conall Cremthainne †480           | Conall Cremthainne †480           | Conall Cremthainne †480           | Conall Cremthainne †480           | Conall Cremthainne †480           | Conall Cremthainne †480           |  |  | Eógan †465    | Eógan †465    | Eógan †465    | Eógan †465    | Eógan †465    | Eógan †465    |  |  | Conall Gulban     | Conall Gulban     | Conall Gulban     | Conall Gulban     | Conall Gulban     | Conall Gulban     |  |  | Éndae & Éndae Bóguine       | Éndae & Éndae Bóguine       | Éndae & Éndae Bóguine       | Éndae & Éndae Bóguine       | Éndae & Éndae Bóguine       | Éndae & Éndae Bóguine       |  |  |  |  |  |  |  |  |  |  |  |  |  |  |  |  |  |  |  |  |  |  |  |  |  |  |  |  |  |  |  |  |  |  |  |  |  |  |  |  |  |  |  |  |  |  |  |  |  |  |  |  |
|                 |                 |                 |                 |                 |                 |  |  |             |             |             |             |             |             |  |  |                 |                 |                 |                 |                 |                 |  |  |                |                |                |                |                |                |  |  |                                   |                                   |                                   |                                   |                                   |                                   |  |  | Cenél nEógain | Cenél nEógain | Cenél nEógain | Cenél nEógain | Cenél nEógain | Cenél nEógain |  |  | Cenél Conaill     | Cenél Conaill     | Cenél Conaill     | Cenél Conaill     | Cenél Conaill     | Cenél Conaill     |  |  | Cenél nÉndai Cenél mBóguine | Cenél nÉndai Cenél mBóguine | Cenél nÉndai Cenél mBóguine | Cenél nÉndai Cenél mBóguine | Cenél nÉndai Cenél mBóguine | Cenél nÉndai Cenél mBóguine |  |  |  |  |  |  |  |  |  |  |  |  |  |  |  |  |  |  |  |  |  |  |  |  |  |  |  |  |  |  |  |  |  |  |  |  |  |  |  |  |  |  |  |  |  |  |  |  |  |  |  |  |
| Cenél Coirpri   | Cenél Coirpri   | Cenél Coirpri   | Cenél Coirpri   | Cenél Coirpri   | Cenél Coirpri   |  |  | Cenél Maine | Cenél Maine | Cenél Maine | Cenél Maine | Cenél Maine | Cenél Maine |  |  | Cenél Fiachach  | Cenél Fiachach  | Cenél Fiachach  | Cenél Fiachach  | Cenél Fiachach  | Cenél Fiachach  |  |  | Cenél Lóegairi | Cenél Lóegairi | Cenél Lóegairi | Cenél Lóegairi | Cenél Lóegairi | Cenél Lóegairi |  |  | Síl nÁedo Sláine & Clann Cholmáin | Síl nÁedo Sláine & Clann Cholmáin | Síl nÁedo Sláine & Clann Cholmáin | Síl nÁedo Sláine & Clann Cholmáin | Síl nÁedo Sláine & Clann Cholmáin | Síl nÁedo Sláine & Clann Cholmáin |  |  | Cenél nEógain | Cenél nEógain | Cenél nEógain | Cenél nEógain | Cenél nEógain | Cenél nEógain |  |  | Cenél Conaill     | Cenél Conaill     | Cenél Conaill     | Cenél Conaill     | Cenél Conaill     | Cenél Conaill     |  |  | Cenél nÉndai Cenél mBóguine | Cenél nÉndai Cenél mBóguine | Cenél nÉndai Cenél mBóguine | Cenél nÉndai Cenél mBóguine | Cenél nÉndai Cenél mBóguine | Cenél nÉndai Cenél mBóguine |  |  |  |  |  |  |  |  |  |  |  |  |  |  |  |  |  |  |  |  |  |  |  |  |  |  |  |  |  |  |  |  |  |  |  |  |  |  |  |  |  |  |  |  |  |  |  |  |  |  |  |  |
| Cenél Coirpri   | Cenél Coirpri   | Cenél Coirpri   | Cenél Coirpri   | Cenél Coirpri   | Cenél Coirpri   |  |  | Cenél Maine | Cenél Maine | Cenél Maine | Cenél Maine | Cenél Maine | Cenél Maine |  |  | Cenél Fiachach  | Cenél Fiachach  | Cenél Fiachach  | Cenél Fiachach  | Cenél Fiachach  | Cenél Fiachach  |  |  | Cenél Lóegairi | Cenél Lóegairi | Cenél Lóegairi | Cenél Lóegairi | Cenél Lóegairi | Cenél Lóegairi |  |  | Síl nÁedo Sláine & Clann Cholmáin | Síl nÁedo Sláine & Clann Cholmáin | Síl nÁedo Sláine & Clann Cholmáin | Síl nÁedo Sláine & Clann Cholmáin | Síl nÁedo Sláine & Clann Cholmáin | Síl nÁedo Sláine & Clann Cholmáin |  |  |               |               |               |               |               |               |  |  |                   |                   |                   |                   |                   |                   |  |  |                             |                             |                             |                             |                             |                             |  |  |  |  |  |  |  |  |  |  |  |  |  |  |  |  |  |  |  |  |  |  |  |  |  |  |  |  |  |  |  |  |  |  |  |  |  |  |  |  |  |  |  |  |  |  |  |  |  |  |  |  |
|                 |                 |                 |                 |                 |                 |  |  |             |             |             |             |             |             |  |  | Uí Néill do Sul | Uí Néill do Sul | Uí Néill do Sul | Uí Néill do Sul | Uí Néill do Sul | Uí Néill do Sul |  |  |                |                |                |                |                |                |  |  |                                   |                                   |                                   |                                   |                                   |                                   |  |  |               |               |               |               |               |               |  |  | Uí Néill do Norte | Uí Néill do Norte | Uí Néill do Norte | Uí Néill do Norte | Uí Néill do Norte | Uí Néill do Norte |  |  |                             |                             |                             |                             |                             |                             |  |  |  |  |  |  |  |  |  |  |  |  |  |  |  |  |  |  |  |  |  |  |  |  |  |  |  |  |  |  |  |  |  |  |  |  |  |  |  |  |  |  |  |  |  |  |  |  |  |  |  |  |
|                 |                 |                 |                 |                 |                 |  |  |             |             |             |             |             |             |  |  | Uí Néill do Sul | Uí Néill do Sul | Uí Néill do Sul | Uí Néill do Sul | Uí Néill do Sul | Uí Néill do Sul |  |  |                |                |                |                |                |                |  |  |                                   |                                   |                                   |                                   |                                   |                                   |  |  |               |               |               |               |               |               |  |  |                   | Uí Néill do Norte | Uí Néill do Norte | Uí Néill do Norte | Uí Néill do Norte | Uí Néill do Norte |  |  |                             |                             |                             |                             |                             |                             |  |  |  |  |  |  |  |  |  |  |  |  |  |  |  |  |  |  |  |  |  |  |  |  |  |  |  |  |  |  |  |  |  |  |  |  |  |  |  |  |  |  |  |  |  |  |  |  |  |  |  |  |

## Os Uí Néill do Norte

### Origens
Os Uí Neill do Norte são formados por descendentes de Éndae (dinastia de Cennél nEnda), Eógan (Cenél nEógain) e Connal Gulban (Cenél Connail).  Sendo estas duas últimas dinastias as que alcançaram maior destaque, apresentando muitas vezes os títulos de Grande Rei da Irlanda.
Após a morte de Niall, alguns de seus descendentes migraram para o antigo reino de Ulster. Uma vez lá, empurraram as tribos rivais para o oeste, consolidando a sua posição dominante no noroeste da província.
Especificamente, os Cenél nEógain ocuparam a área em torno de Inishowen e estabeleceram sua capital em Ailech, sendo conhecidos ao longo do tempo como reis de Ailech, e mais tarde, após a conquista normanda, como senhores de Tyrone, que provém do irlandês Tir Eóghain (terra dos Eóghain).
Por seu lado, os Cenél Connail se estabeleceram na área de Mag Ithe, no vale do rio Finn, (em torno do atual condado de Donegal). Seu território é conhecido como Tyrconnell (terra dos Connail). Entre eles se destacou a família O'Donnell, que tem um papel decisivo nas revoltas dos séculos XVI e XVII.

### Período anterior à invasão normanda
As primeiras notícias dos Uí Néill do Norte remonta à batalha de Mon Daire Lothar em 563, que derrotou uma confederação de tribos cruithin e expandiram seu domínio até o leste da província de Ulster.
Durante a Idade Média, se alternaram no exercício do título de Rei Supremo da Irlanda com os seus primos do sul. Entre os muitos reis que ficaram com a coroa, vale a pena mencionar, entre outros:
- Niall Glúndub. Rei do Cennéll nEógain entre 911-919 e Rei Supremo da Irlanda entre 916-919. Dele descende a família Ó'Neill (não confundir com Uí Néill). Lutou contra os invasores viquingues com a ajuda de outros clãs irlandeses. Morreu na batalha de Kilmashoge.
- Muirchertach MacLochlainn. Rei dos Cennél nEógain e Rei Supremo da Irlanda (1156-1166). Foi o último Ard-ri dos Uí Néill do norte; principal apoio de Diarmait Mac Murchada em sua luta contra Ruaidrí Ua Conchobair, sua morte precipitou a fuga de Diarmait para Gales e a posterior invasão normanda.

Outro personagem de importância entre os Uí Néill do Norte é São Columba de Iona (521-597). Pertencente à tribo de Cennél Connail, e tataraneto de Niall dos Nove Reféns, Columba fundou o mosteiro de Iona, na costa leste da Irlanda, e evangelizou os pictos que habitavam o norte da Escócia. Considerado o santo padroeiro da Irlanda, sua festa é em 9 de junho.

### Período pós-invasão normanda
Graças à sua localização remota no noroeste de Ulster, os Uí Néill do norte foram pouco afetados pela invasão normanda. Assim, foram capazes de manter suas terras ancestrais de Tyrone e Tyrconnell, chegando até a receberem o título de condes, outorgado pelo governo inglês. Esta situação permaneceu estável até o final do século XVI, quando, durante o reinado de Elizabeth I, a coroa inglesa tentou fortalecer seu poder sobre a ilha.
Quando o governo de Londres, tentou aumentar seu controle sobre o Ulster, deslocando o poder dos chefes gaélicos, através da implementação das presidências das províncias controladas por colonos britânicos, os chefes do Cenél Connail (Hugh Roe O'Donnell e seu irmão Rory e do Cennél nEógain (Hugh O'Neill) protagonizaram diversas ações militares, que culminaram na Guerra dos Nove Anos. Esta guerra resultaria na derrota final dos clãs gaélicos e na conhecida Fuga dos Condes.

## Os Uí Néill do Sul

### Origens e localização
Os Uí Néill do sul eram formados pela descendência de Loegáire (Cennél Loegáire), Conall Cremthann, que deram origem aos Clann Cholmáin e aos Sil Áeda Sláine, Cairbre, antepassado de Cenél Coirpri Laigen e Cairpri Gabra, Fiachu, dos que descendem das dinastias do Cenél Fiachach e de Fir Cell e Maine, origem dos Tethba.
Os Uí Néill do sul se dirigiram para o leste da ilha, ocupando os territórios de Mide e Brega e empurrando para o sul muitas das antigas tribos de Leinster como os Uí Garrchon, que se viram situados entre as poderosas dinastias do sul (Uí Chennsellaigh) e os novos e  vigorosos invasores do oeste.
Os ramos mais poderosos eram o Clann Cholmáinn e Síl nÁedo Sláine, ambos descendentes de Connall Cremthan e que se alternaram entre si e com os Uí Néill do Norte o título de Rei Supremo da Irlanda.
O Clann Cholmáinn se estabeleceu em Mide, na região central da ilha, ocupando terras pertencentes ao atual condado de Westmeath. Por seu lado, os Síl nÁedo Sláine se instalaram um pouco mais a leste, na planície de Breagh (atual condado de Meath), localização da capital mítica da Irlanda, Tara.
Atualmente os Uí Néill possuem descendentes no México, com o clã de mesmo nome, os quais chegaram por volta de 1844 e se mesclaram com italianos em Puebla, e participaram do Batalhão de São Patrício.

### História
Entre os personagens mais importantes dos Uí Néill do Sul, estão:
- Lóegaire mac Néill, antepassado epônimo dos Cennél Loegáire. Foi Rei Supremo da Irlanda entre 418 e 448 segundo a obra de Keating, e entre 428-458 segundo os Anais dos Quatro Mestres. Foi contemporâneo de São Patrício e é descrito em várias das Vitae do Santo como um rei poderoso e pagão, que se negou a converter-se.
- Diarmait mac Cerbaill (539-558), e rei de Mide até 565. Enfrentou os Uí Néill do Norte na batalha de Cúl Dreimne, devido a uma disputa entre Columba e São Finnian de Moville. Ajudou São Ciarán de Clonmacnoise a construir o mosteiro de Clonmacnoise e passou à história como o primeiro rei cristão da Irlanda.
- Máel Sechnaill mac Domnaill, do Clann Cholmáin. Rei de Mide (975-1022) e Rei Supremo da Irlanda (980-1002) e (1014-1022), contemporâneo e o grande rival de Brian Boru na luta pela coroa da Irlanda.

Após a conquista normanda, e devido à posição central que ocupavam na ilha, foram subjugados pelos normandos e pelos ingleses e seus territórios entregues aos conquistadores.